# AsiaWorld–Expo
L'AsiaWorld–Expo (亞洲國際博覽館) est l'un des deux principaux lieux de congrès et d'exposition de Hong Kong, avec le centre de congrès et d'expositions de Hong Kong. Ouvert le 21 décembre 2005 par Donald Tsang, le second chef de l'exécutif de Hong Kong, et exploité par AsiaWorld-Expo Management Limited, il est situé sur l'île de Chek Lap Kok, à côté de l'aéroport international de Hong Kong.

## Histoire
Le complexe est construit dans le cadre d'un partenariat public-privé impliquant le gouvernement de Hong Kong, le propriétaire foncier Airport Authority Hong Kong (en), et un consortium dirigé par la société privée Dragages et Travaux Publics. Le nom du nouveau centre, AsiaWorld–Expo, est annoncé le 27 novembre 2003, et est destiné à refléter la marque promotionnelle « Asia's World City (en) » de Hong Kong, lancée en 2001.
Une cérémonie d'inauguration a lieu le 29 mars 2004 et la nouvelle structure ouvre ses portes le 21 décembre 2005.
Durant la pandémie de Covid-19, l'AsiaWorld–Expo est utilisé comme centre de collecte et de test de salive par le département de la santé (en) pour les personnes débarquant à l'aéroport international de Hong Kong.

## Caractéristiques
D'un coût de construction de 2,35 milliards HK$, l'AsiaWorld–Expo dispose de plus de 70 000 m² d'espace avec 10 salles au rez-de-chaussée et sans colonnes, dont l'AsiaWorld-Arena, la plus grande salle de divertissement intérieure construite à cet effet à Hong Kong avec une capacité maximale de 14 000 places, l'AsiaWorld–Summit, la plus grande salle de conférence couverte de Hong Kong pouvant accueillir de 700 à 5 000 personnes, le Runway 11, la plus récente salle de conférence et de réception du lieu pouvant accueillir de 500 à 3 800 invités.
L'AsiaWorld–Expo est également un lieu primé. En 2017, l'arène reçoit le prix du « Meilleur lieu international » aux Exhibition News Awards

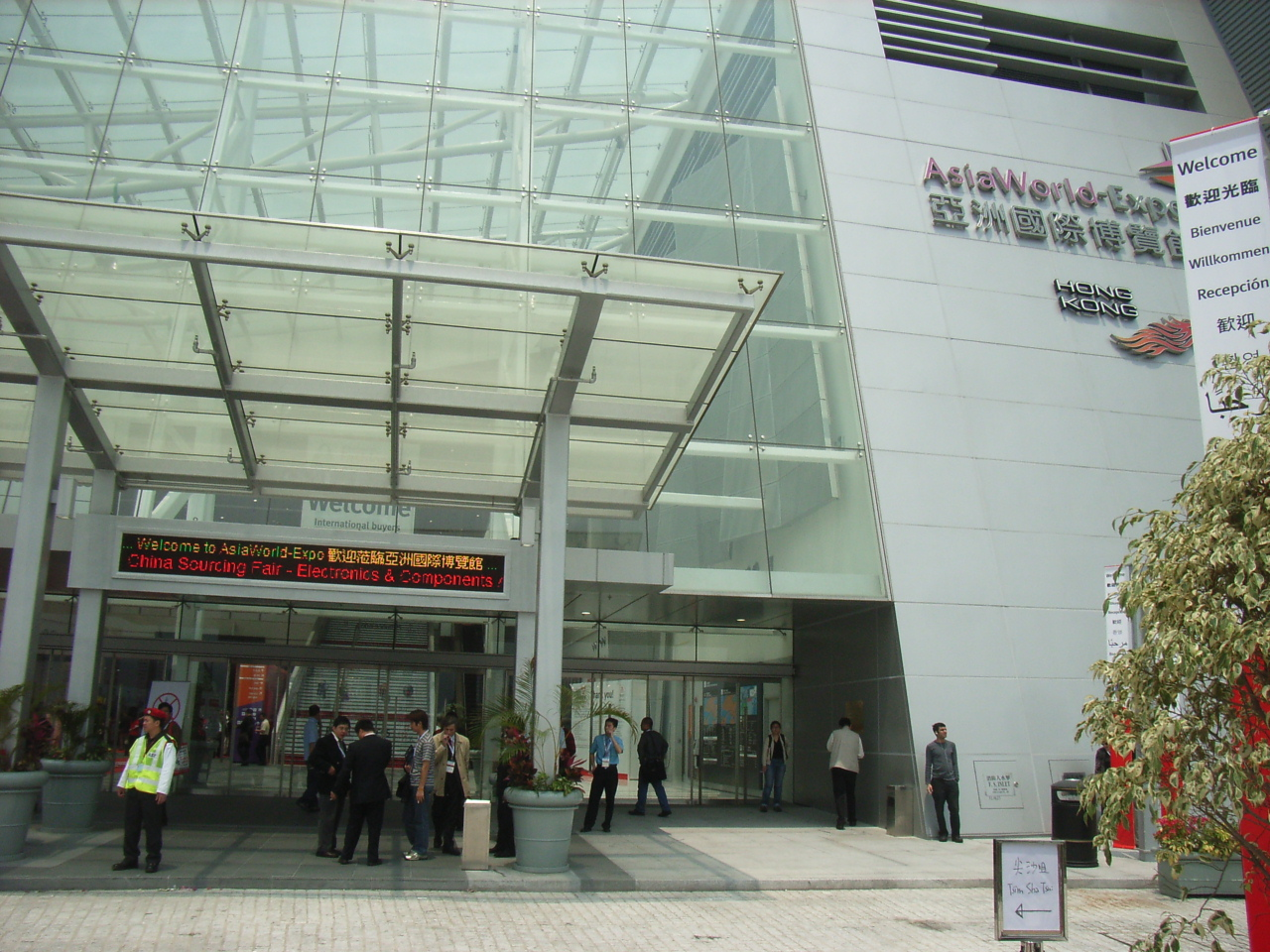
Entrée de l'AsiaWorld–Expo.
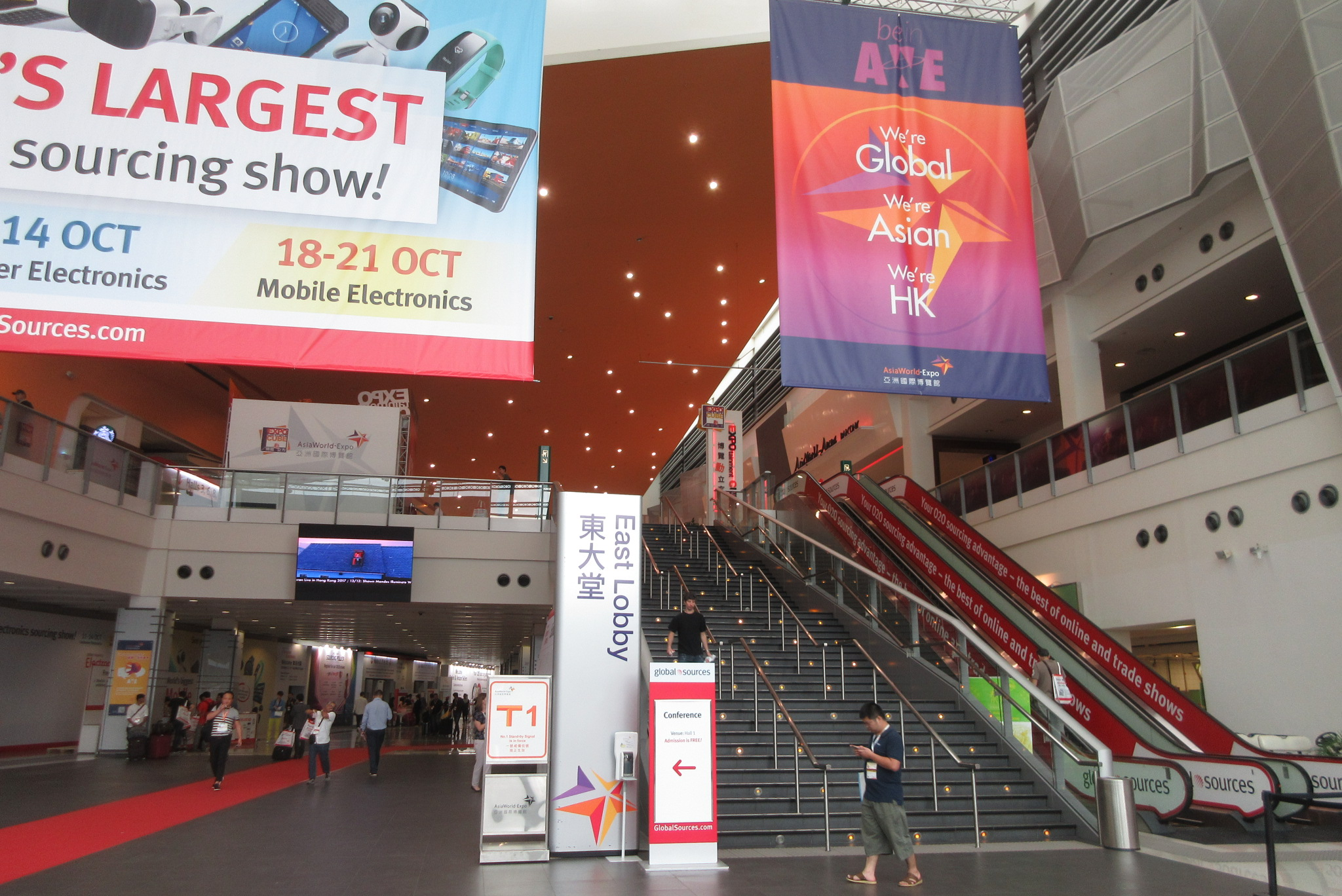
Le hall d'entrée de l'arène.
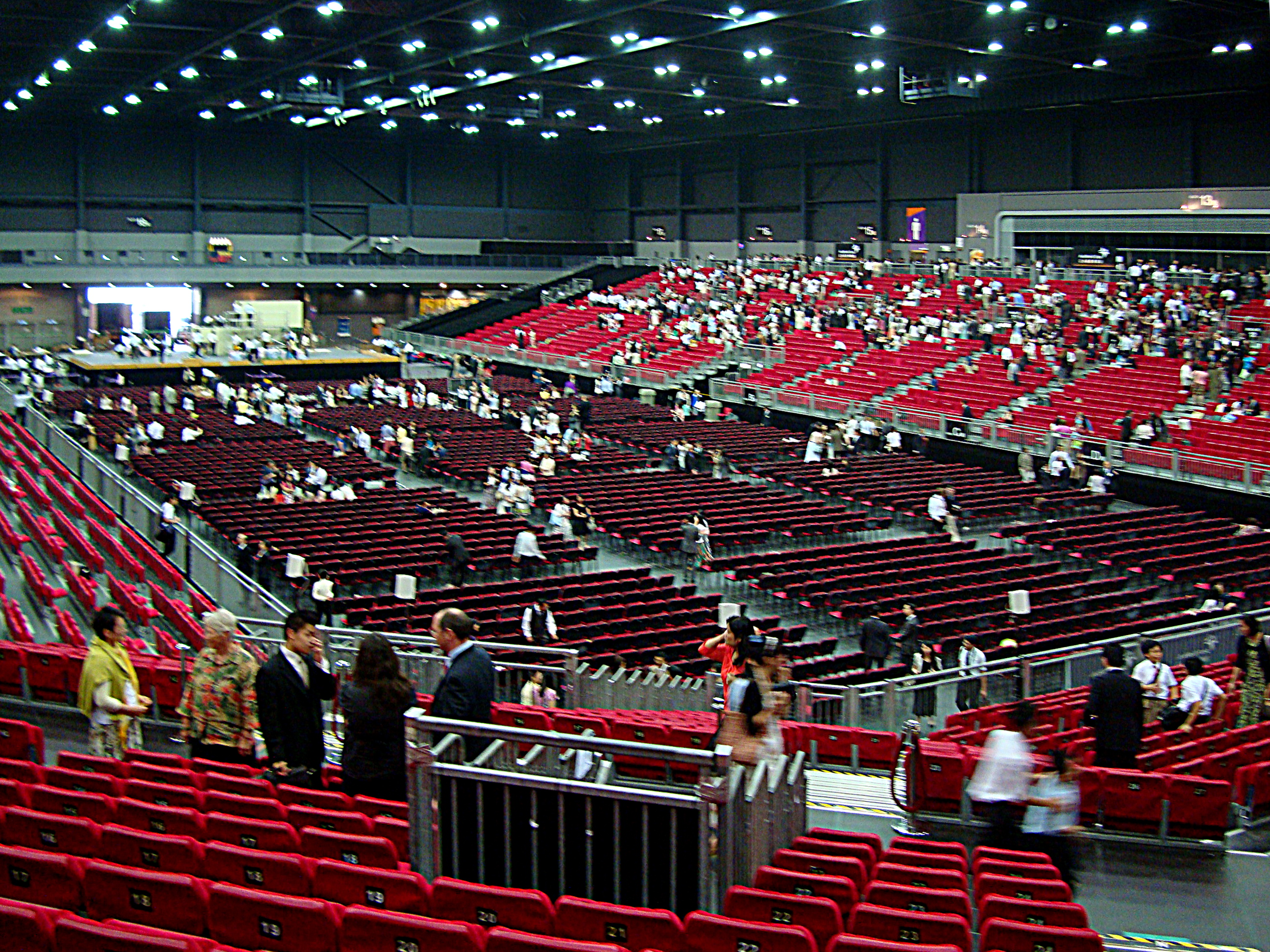
Salle de spectacles et d'expositions.
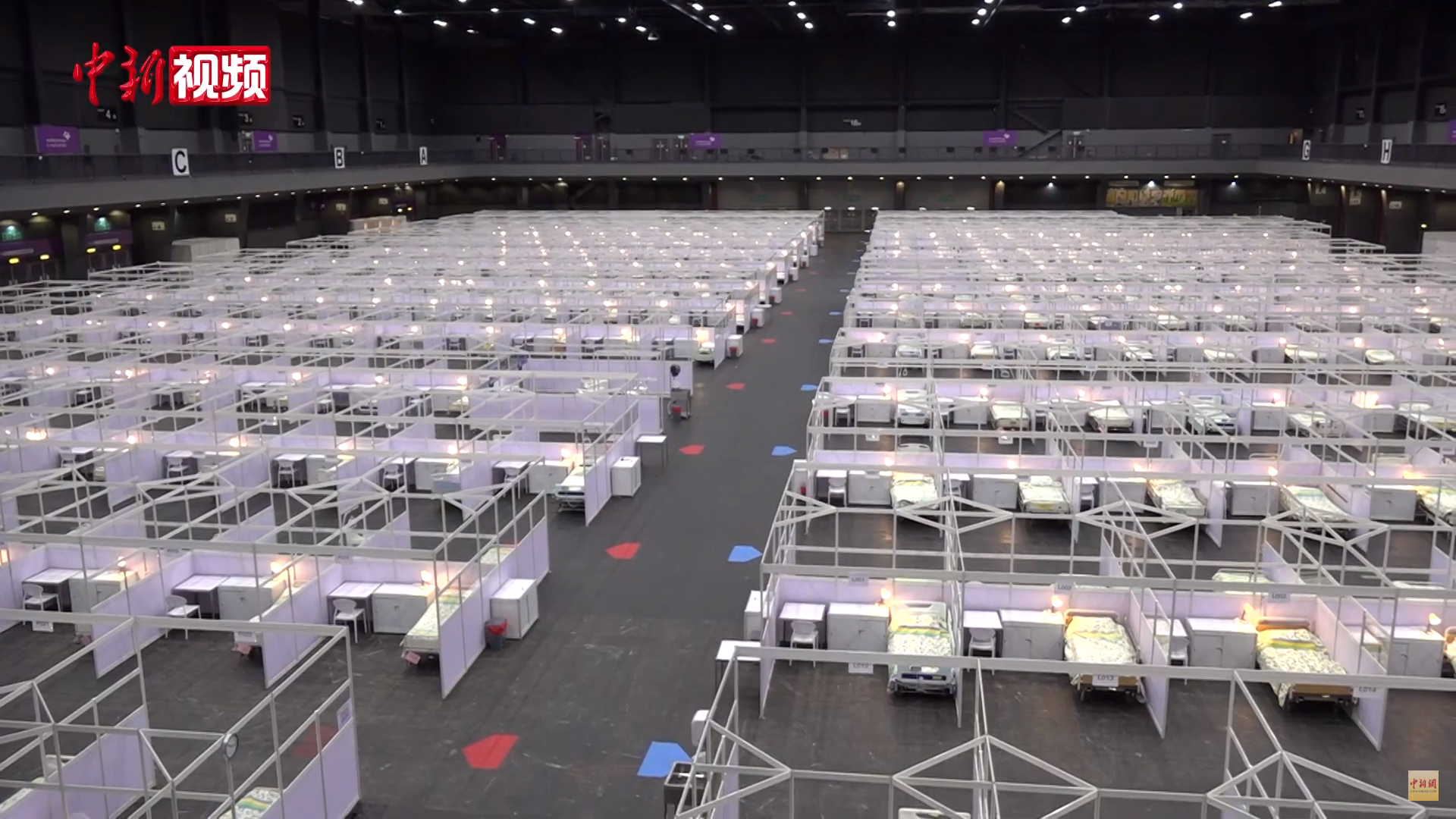
Hôpital de fortune, opérationnel depuis le 1er août 2020.

## Lieux
- The Arena (salle 1)
- AsiaWorld-Summit (salle 2)
- Salles Typical (salles 3–11)
- VIVA (salles 8 & 10)
- Runway 11 (salle 11)
- Meeting & Hospitality Centre[7]

## Transport
L'AsiaWorld–Expo se trouvant à côté de l'aéroport, les visiteurs peuvent se rendre à pied sur le site. Le lieu se trouve à côté de la station de métro AsiaWorld–Expo (en) de la ligne Airport Express. Des bus et des autocars en provenance de Chine continentale sont également disponibles.
La plupart des panneaux routiers indiquant l'AsiaWorld–Expo désignent simplement le lieu avec le terme « Expo ».

## Expositions et événements
Les salles de l'AsiaWorld–Expo, principalement l'AsiaWorld–Arena et VIVA, ont été utilisées pour divers événements de divertissement. Elles ont accueilli des concerts d'artistes tels que Oasis, Michael Bublé, Eric Clapton, Il Divo, Coldplay, David Guetta, Madonna, Britney Spears, Kylie Minogue, Alicia Keys, Björk, Avril Lavigne, Bruno Mars, One Direction, Lady Gaga, Taylor Swift, Justin Bieber, Jennifer Lopez, Maroon 5, Lily Allen, Ariana Grande, Westlife, Christina Aguilera, Plácido Domingo, Ayumi Hamasaki, Deep Purple, Green Day, Wonder Girls, Girls' Generation, L'Arc-en-Ciel, Namie Amuro, Stone Roses, Super Junior, Macklemore et Ryan Lewis, Imagine Dragons, X Japan, Smashing Pumpkins, Big Bang, 2NE1, G-Dragon, JYJ, Exo, BTS, GOT7, Monsta X, 5 Seconds of Summer, Katy Perry, Metallica, Jessie J, Shane Filan of Westlife, Guns N' Roses, Above and Beyond, Blackpink, et de nombreux autres.
Depuis 2013, le lieu accueille les Mnet Asian Music Awards, et a également accueilli des expositions telles que ITU Telecom World 2006 (en), Asian Aerospace (en) et E-Commerce Asia.